# Abramsby
Abramsby (även kallat Abrahamsby) är en liten by i Kyrkslätt i det finländska landskapet Nyland. Byn med cirka 12 invånare ligger mellan sjön Finnträsk och Esboviken. Från Abramsby till Masaby är det cirka 7 kilometer.
I Abramsby ligger Sarfvik golfbana.